# Camponotus politae
Camponotus politae é uma espécie de inseto do gênero Camponotus, pertencente à família Formicidae.